# Cerro de Molcajete
Cerro de Molcajete är en utslocknad vulkan i kommunen Almoloya de Juárez i Mexiko i Mexiko. Den ligger precis väst om orten Santiaguito Tlalcilalcalli.